# صالة الخليل الرياضية المغلقة
صالة بلدية الخليل هي صالة رياضية مغلقة، تقع وسط مدينة الخليل في فلسطين. وتعتبر أكبر الصالات الرياضية في الأراضي الفلسطينية. يبلغ ارتفاع الصالة الرياضية حوالي 13 م، والصالة مزودة بأجهزة إضاءة وصوت خاصة، وكذلك أجهزة إنذار للحريق. يخدم المشروع موقف للسيارات يتسع لحوالي 70 سيارة.

## نبذة تاريخية
لقد بدأ التفكير في إنشاء صالة رياضية مغطاة نتيجة افتقار مدينة الخليل إلى منشآت وملاعب رياضية تخدم القطاع الرياضي في المدينة. حيث ان النسبة الكبرى من سكان المدينة هم من الشباب، لذا دأبت بلدية الخليل لإيجاد الملاعب والمنشات الرياضية التي من شانها إنعاش قطاع الرياضة الذي عاني الكثير نتيجة الاحتلال.